# Konrad Ludwig (Mathematiker)

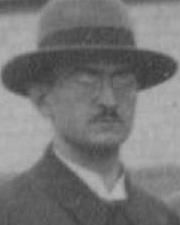
Konrad Ludwig, 1930 in Jena

Konrad Franz Joseph Ludwig (* 22. August 1898 in Breslau, Niederschlesien; † 11. Februar 1951 in Hannover) war ein deutscher Geodät und Hochschullehrer. Er beschäftigte sich mit mathematischer Geodäsie.

## Leben
Ludwig wurde am 28. November 1923 in seiner Geburtsstadt Breslau zum Dr. phil. promoviert. Seine Dissertation trug den Titel „Studien über den 5. Gauß'schen Beweis für das quadratische Reziprozitätsgesetz und die analogen Entwicklungen im Gebiet der komplexen Zahlen“. Anschließend war er bis zum 11. Mai 1924 als Assistent für Mathematik und Geometrie an der Technischen Hochschule Breslau tätig. Von 12. Mai 1924 bis 1935 war er Assistent für Höhere Mathematik an der Technischen Hochschule Hannover, zunächst bis 30. September 1925 als planmäßiger Assistent, vom 1. Oktober 1924 bis 31. März 1934 als Verwalter einer planmäßigen Assistentenstelle und schließlich vom 1. April 1934 bis 30. September 1935 als Hauptassistent.
Ab 20. Oktober 1934 war er zudem als Privatdozent für theoretische Mechanik und Analysis tätig. Am 1. Oktober 1935 übernahm Ludwig einen Lehrauftrag für Mathematik und Mechanik für Vermessungsingenieure an der TH Hannover, der am 7. April 1937 auf das gesamte Gebiet der Mathematik, ausgenommen darstellende und projektive Geometrie, erweitert wurde. Am 14. November 1939 wurde er Dozent und schließlich am 6. November 1944 außerplanmäßiger Professor. 

## Schriften
Ludwig veröffentlichte eine ganze Reihe von Aufsätzen in mathematischen Fachzeitschriften:
- Berechnung zylindrischer Schalen bei speziellen Randbedingungen. in: Zeitschrift für Angewandte Mathematik und Mechanik XIII, 1933
- Einwirkung von Bodenschwingungen auf Pfeiler. in: Zeitschrift für Angewandte Mathematik und Mechanik XIV, 1934
- Knickung von Rechteckplatten mit streifenweise konstanter Dicke. in: Zeitschrift für Angewandte Mathematik und Mechanik XV, 1935
- Über Träger mit Eigengewicht und gleichem Widerstand gegen Biegung. in: Zeitschrift für Angewandte Mathematik und Mechanik XVI, 1936
- Die der transversalen Mercatorkarte der Kugel entsprechende Abbildung des Rotationsellipsoids. in: Journal für die reine und angewandte Mathematik 185, 1943
- Wärmeausgleichsvorgänge in bestrahlten Platten. in: Zeitschrift für Angewandte Mathematik und Mechanik 23, 1943
- Das Aufheizen einer Wand durch konstante Wärmestromdichten. in: Zeitschrift für Angewandte Mathematik und Mechanik 23, 1943
- Die Biegung der Rechteckplatte ohne die Bernoullischen oder andere Annahmen. in: Zeitschrift für Angewandte Mathematik und Mechanik 29, 1949